# Kabinet-Yasuo Fukuda
Het kabinet–Yasuo Fukuda (Japans: 内閣福田康夫) was de regering van het Keizerrijk Japan van 26 september 2007 tot 24 september 2008.

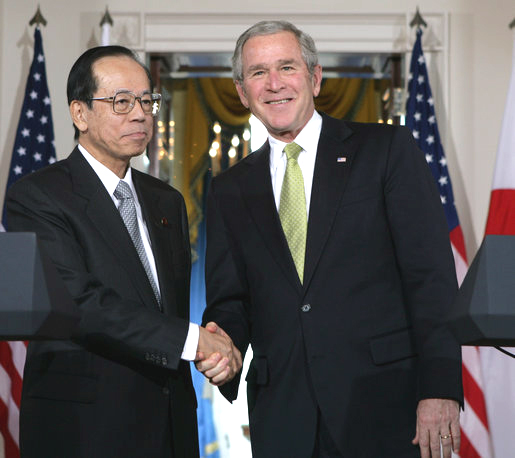
Premier Yasuo Fukuda en president van de Verenigde Staten George W. Bush tijdens een werkbezoek aan het Witte Huis op 16 november 2007.

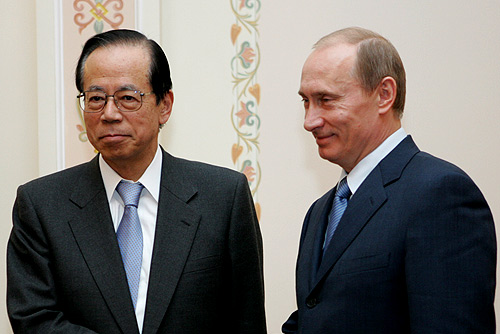
Premier Yasuo Fukuda en president van Rusland Vladimir Poetin tijdens een werkbezoek aan de Pied-à-terre van de Russische president in Moskou op 26 april 2008.

## Kabinet–Yasuo Fukuda (2007–2008)
| Ambtsbekleder                                   | Ambtsbekleder         | Ambtsbekleder                           | Functie                                                           | Ambtstermijn      | Ambtstermijn      | Partij |
| ----------------------------------------------- | --------------------- | --------------------------------------- | ----------------------------------------------------------------- | ----------------- | ----------------- | ------ |
|                                                 | Yasuo Fukuda          | Yasuo Fukuda 福田康夫 (1936)            | Premier                                                           | 26 september 2007 | 24 september 2008 | LDP    |
|                                                 | Nobutaka Machimura    | Nobutaka Machimura 町村信孝 (1944–2015) | Secretaris- generaal                                              | 26 september 2007 | 24 september 2008 | LDP    |
|                                                 | Hiroya Masuda         | Hiroya Masuda 増田寛也 (1951)           | Minister van Binnenlandse Zaken en Communicatie                   | 27 augustus 2007  | 24 september 2008 | LDP    |
|                                                 | Nobutaka Machimura    | Masahiko Kōmura 高村正彦 (1942)         | Minister van Buitenlandse Zaken                                   | 26 september 2007 | 24 september 2008 | LDP    |
|                                                 | Fukushiro Nukaga      | Fukushiro Nukaga 額賀福志郎 (1944)      | Minister van Financiën                                            | 27 augustus 2007  | 1 augustus 2008   | LDP    |
|                                                 | Bunmei Ibuki          | Bunmei Ibuki 伊吹文明 (1938)            | Minister van Financiën                                            | 1 augustus 2008   | 24 september 2008 | LDP    |
|                                                 | Kunio Hatoyama        | Kunio Hatoyama 鳩山邦夫 (1948–2016)     | Minister van Justitie                                             | 27 augustus 2007  | 1 augustus 2008   | LDP    |
|                                                 | Okiharu Yasuoka       | Okiharu Yasuoka 保岡興治 (1939–2019)    | Minister van Justitie                                             | 1 augustus 2008   | 24 september 2008 | LDP    |
|                                                 | Akira Amari           | Akira Amari 甘利明 (1949)               | Minister van Economische Zaken                                    | 26 september 2006 | 1 augustus 2008   | LDP    |
|                                                 | Toshihiro Nikai       | Toshihiro Nikai 二階俊博 (1939)         | Minister van Economische Zaken                                    | 1 augustus 2008   | 16 september 2009 | LDP    |
|                                                 | Shigeru Ishiba        | Shigeru Ishiba 石破茂 (1957)            | Minister van Defensie                                             | 26 september 2007 | 1 augustus 2008   | LDP    |
|                                                 | Yoshimasa Hayashi     | Yoshimasa Hayashi 林芳正 (1961)         | Minister van Defensie                                             | 1 augustus 2008   | 24 september 2008 | LDP    |
|                                                 | Yoichi Masuzoe        | Yoichi Masuzoe 舛添要一 (1948)          | Minister van Volksgezondheid, Arbeid en Welzijn                   | 27 augustus 2007  | 16 september 2009 | LDP    |
|                                                 | Kisaburo Tokai        | Kisaburo Tokai 渡海紀三朗 (1948)        | Minister van Onderwijs, Cultuur, Sport, Wetenschap en Technologie | 26 september 2007 | 1 augustus 2008   | LDP    |
|                                                 | Tsuneo Suzuki         | Tsuneo Suzuki 鈴木恒夫 (1941)           | Minister van Onderwijs, Cultuur, Sport, Wetenschap en Technologie | 1 augustus 2008   | 24 september 2008 | LDP    |
|                                                 | Tetsuzo Fuyushiba     | Tetsuzo Fuyushiba 冬柴鉄三 (1936–2011)  | Minister van Transport, Infrastructuur en Toerisme                | 26 september 2006 | 1 augustus 2008   | NKP    |
|                                                 | Sadakazu Tanigaki     | Sadakazu Tanigaki 谷垣禎一 (1945)       | Minister van Transport, Infrastructuur en Toerisme                | 1 augustus 2008   | 24 september 2008 | LDP    |
|                                                 | Masatoshi Wakabayashi | Masatoshi Wakabayashi 若林正俊 (1934)   | Minister van Landbouw, Bosbouw en Visserij                        | 3 september 2007  | 1 augustus 2008   | LDP    |
|                                                 | Seiichi Ota           | Seiichi Ota 太田誠一 (1945)             | Minister van Landbouw, Bosbouw en Visserij                        | 1 augustus 2008   | 24 september 2008 | LDP    |
|                                                 | Ichiro Kamoshita      | Ichiro Kamoshita 鴨下一郎 (1949)        | Minister van Milieu                                               | 26 september 2006 | 1 augustus 2008   | LDP    |
|                                                 | Tetsuo Saito          | Tetsuo Saito 斉藤鉄夫 (1952)            | Minister van Milieu                                               | 1 augustus 2008   | 16 september 2009 | NKP    |
|                                                 | Shinya Izumi          | Shinya Izumi 泉信也 (1937)              | Voorzitter van de Commissie voor Openbare Orde en Veiligheid      | 27 augustus 2007  | 1 augustus 2008   | LDP    |
| Minister zonder portefeuille                    | Shinya Izumi          | Shinya Izumi 泉信也 (1937)              |                                                                   | 27 augustus 2007  | 1 augustus 2008   | LDP    |
|                                                 | Motoo Hayashi         | Motoo Hayashi 林幹雄 (1947)             | Voorzitter van de Commissie voor Openbare Orde en Veiligheid      | 1 augustus 2008   | 24 september 2008 | LDP    |
| Minister zonder portefeuille                    | Motoo Hayashi         | Motoo Hayashi 林幹雄 (1947)             |                                                                   | 1 augustus 2008   | 24 september 2008 | LDP    |
| Minister voor Okinawa en de Koerilen            | Motoo Hayashi         | Motoo Hayashi 林幹雄 (1947)             |                                                                   | 1 augustus 2008   | 24 september 2008 | LDP    |
|                                                 | Fumio Kishida         | Fumio Kishida 岸田文雄 (1957)           | Minister voor Sociale Zaken                                       | 27 augustus 2007  | 1 augustus 2008   | LDP    |
| Minister voor Okinawa en de Koerilen            | Fumio Kishida         | Fumio Kishida 岸田文雄 (1957)           |                                                                   | 27 augustus 2007  | 1 augustus 2008   | LDP    |
| Minister voor Wetenschaps- en Technologiebeleid | Fumio Kishida         | Fumio Kishida 岸田文雄 (1957)           |                                                                   | 27 augustus 2007  | 1 augustus 2008   | LDP    |
| Minister voor Gelijkheid                        | Fumio Kishida         | Fumio Kishida 岸田文雄 (1957)           |                                                                   | 27 augustus 2007  | 1 augustus 2008   | LDP    |
| Minister voor Voedselveiligheid                 | Fumio Kishida         | Fumio Kishida 岸田文雄 (1957)           |                                                                   | 27 augustus 2007  | 1 augustus 2008   | LDP    |
|                                                 | Yoshimi Watanabe      | Yoshimi Watanabe 渡辺喜美 (1962)        | Minister voor Bestuurlijke Vernieuwing                            | 27 augustus 2007  | 24 september 2008 | LDP    |
| Minister voor Financiële Diensten               | Yoshimi Watanabe      | Yoshimi Watanabe 渡辺喜美 (1962)        |                                                                   | 27 augustus 2007  | 24 september 2008 | LDP    |
|                                                 | Hiroko Ota            | Hiroko Ota 大田弘子 (1954)              | Minister voor Economisch en Fiscaal Beleid                        | 26 september 2006 | 24 september 2008 | LDP    |